# نماء الورد
نماء الورد (ولدت في 11 تشرين الثاني/نوفمبر 1953)، كاتبة وناشطة سياسية عراقية. أجبرت على الفرار من وطنها في الثمانينيات والتمست اللجوء إلى النرويج، مع أولادها الاثنين.
كانت نماء ناشطة في حركة المقاومة ضد صدام حسين في السبعينيات والثمانينيات.
عندما سئلت عن سياسة الولايات المتحدة المتبعة في غزو العراق، كانت إجابتها: "دعوهم ينهون العقوبات، وإيقاف هذه الحرب المجنونة والسماح لنا نحن العراقيين بحل مشاكلنا."

## أفلامها
- وقت الظلام (فلم) [النرويجية] (Mørketid - 1995)

## وصلات خارجية
- نماء الورد على موقع IMDb (الإنجليزية)

- Namaa Alward at Internet Movie Database
- Namaa Alward at Film Database